# Paj-Khoj
Paj-Khoj (russisk: Пай-Хой, tr. Paj-Khoj) er en kæde af bakker og lave bjerge i Nenetskij autonome okrug mod nordøst i den europæiske del af Rusland. Kæden er omkring 200 km lang, og strækker sig fra de nordligste Uralbjerge i nordvestlig retning over den centrale del af Jugorskijhalvøen og øen Vajgatsj, der er adskilt fra fastlandet af Jugorskijstrædet. Det højeste punkt i Paj-Khoj er Gora Moreiz på 467 moh. Bjergkæden danner vandskel mellem oplandet til Karahavet mod øst og Barentshavet mod vest. Paj-Khoj kan derfor betragtes som en del af grænsen mellem Asien og Europa.

## Geografi
Bjergkæden fortsætter til Barentshavet i nordvest og den sydøstlige del af Karahavet i øst. Floden Bolsjaja Oju afvander nordøstskrænterne af Paj-Khoj. Mod nord er det meget smalle Jugorskijstræde, hvor øen Vajgatsj ligger. I sydvest breder kæden sig fra den østlige del af det nordrussiske lavland. Paj-Khoj går direkte mod sydøst, med jævn stigning op til Uralbjergene. Hvor de to bjergkæder møder hinanden findes Usas kilder. Omkring 30 km vest for kilderne ligger Vorkuta, den eneste større by i området.

## Geologi og botanik
Geologisk set er Paj-Khoj en del af en nordlig fortsættelse af Uralbjergene, der strækker sig videre nordover til højderne på Novaja Zemlja. Såvel Paj-Khoj som Novaja Zemlja er yngre end Uralbjergene. Undergrunden består af krystallinsk glimmerskifer, sedimentære sandstensbjergarter, mergel og kalksten. Vegetation består hovedsageligt af stenet fjelltundra. På de lavereliggende dele vokser græs, mos og rensdyrslav. Lave buske forekommer i de sydlige dele af Paj-Khoj, om end sjældent.
Første gang Paj-Khoj blev beskrevet af europæere var under en forskningsekspedition ledet af geologen Ernst Karlovitsj Hoffmann, der mellem 1847 og 1853 foretog de første geologiske og biologiske undersøgelser af området.